# Boophis feonnyala
Boophis feonnyala là một loài ếch trong họ Mantellidae. Chúng là loài đặc hữu của Madagascar.
Các môi trường sống tự nhiên của chúng là các khu rừng ẩm ướt đất thấp nhiệt đới hoặc cận nhiệt đới, sông, hồ nước ngọt, các khu rừng trước đây bị suy thoái nặng nề, và khu vực trữ nước.